# رمزي (اسم)
رمزي هو اسم علم مذكر من أصل عربي، ومعناه هو نسبة إلى الرمز، وهو الإشارة الإيماء، مما يدل على نباهة صاحبه أو حبه بعدم التصريح، مؤنثة رمزية.

## شخصيات تحمل الاسم
- رمزي الدهامي (5 يناير 1972 – )
- رمزي بن الشيبة (1 مايو 1972 – )
- رمزي بوركبة (لاعب كرة قدم جزائري، 20 ديسمبر 1984[3] – )
- رمزي بيديا (ممثل فرنسي، 10 مارس 1972 – )
- رمزي صالح (لاعب كرة قدم مصري، 8 أغسطس 1980[4] – )
- رمزي عبيد (لاعب هوكي جليد كندي، 24 مارس 1980 – )
- رمزي كامبل (مؤلف إنجليزي، 4 يناير 1946[5][6] – )
- رمزي كلارك (سياسي أمريكي، 18 ديسمبر 1927[7][8] – )
- رمزي نصر (ممثل هولندي، 28 يناير 1974 – )
- رمزي يوسف (27 أبريل 1968[9] – )

## شخصيات خيالية تحمل الاسم
- رمزي بولتون (شخصية في رواية أغنية الجليد والنار)

## وصلات خارجية
- موسوعة السلطان قابوس لأسماء العرب نسخة محفوظة 5 أبريل 2019 على موقع واي باك مشين.